# 彈簧腿傑克
彈簧腿傑克是據英國民間傳說，存於維多利亞時代的人物。有關他最早的目擊紀錄據稱是在1837年，之後英格兰各地，從倫敦到雪菲爾和利物浦都有報告，在郊區和英格蘭中部尤被盛传，1850年代至1880年代達到高峰。雖然部分報告宣稱他仍有活動，但一般相信他已於1904年消失，即最後一件有紀錄事件發生之年。許多理論宣稱已確定他的身分類別，但無任一者能全然釐清真相，因此該異常現象依舊無法解釋。
彈簧腿傑克的都市傳奇於當代廣受歡迎，原因在他奇怪的現身方式和施展一雙怪腿的能力，而後者亦成為數本經典科幻小說的題材以及眾多超能力想像的靈感來源。

## 樣貌
根據受害者描述，彈簧腿傑克外表恐怖猙獰，有著包含利爪和“如火焰般的紅眼珠子”的惡魔體態。一位受害者也曾回憶說披著黑斗篷的他戴著頭罩，並穿著狀似油布雨衣的白色緊身服，而許多口頭證詞也提到一個“像是惡魔”的觀點。不少目擊者描述說彈簧腿傑克的身材高瘦，有着紳士般的外貌並善於跳躍。幾份報告提到他能自口中吐出藍白色的火焰，並於指尖戴上金屬利爪。至少兩份證詞指出他能說可被理解的英語。

## 歷史

### 早期報告

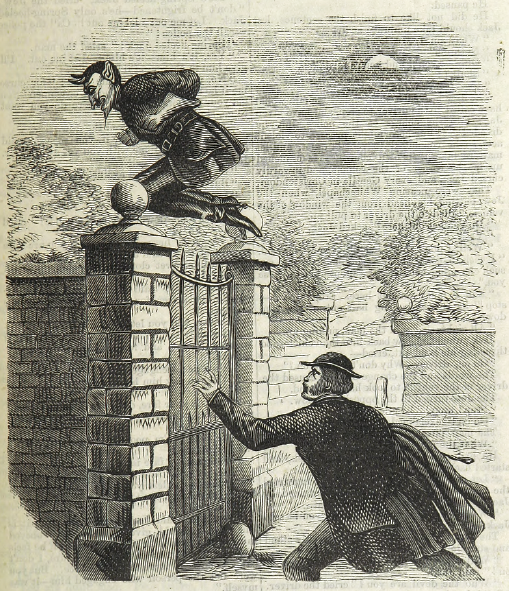
出自廉價驚險小說的圖片，彈簧腿傑克躍牆而過。

一些1817年之前的獨立報告曾提到一名怪異的跳躍男子1，而已知的首次目擊事件發生於1837年9月的倫敦。一名當晚下班的商人為眼前的景象所震驚：一個謎樣身影輕易越過高聳的公墓圍欄，並著陸於他路途的右側。報告中沒提及攻擊事件，但裡頭的描述卻帶有不安感：一名帶有惡魔特徵的強壯人類男性，具有巨大而明顯的雙耳和鼻子，以及凸出豔灼的雙眼。
此事發生後不久，類似的人物從黑暗中冒出並攻擊附近的一群路人2。他抓住其中一名跟隨同伴的女子，而她利用外套被扯破的機會逃跑。然而這群人裡，有位名叫波莉·亞當斯（Polly Adams）的酒吧女侍跌倒而落單。幾個小時後，警方發現她躺在被襲擊處右側。根據她的描述，襲擊者割開她的上衣，並抓住她赤裸的雙乳，他用爪子深深刮著她的腹部，使她流血且陷入昏迷，但仍活著。
之後，1837年10月一名叫瑪莉·史蒂芬 （Mary Stevens）的女孩探訪過住在巴特西（Battersea）的雙親後徒步前往薰衣草山丘（Lavender Hill），她在那裡擔任服務生的工作。當她經過克來芬公園（Clapham Common）時，一個奇怪的身影從暗巷出現，並用雙臂緊緊抱住她後，開始親吻她的臉頰，同時用爪子撕開她的衣服並觸摸她的肉體。根據當事人的描述，他的爪子“冰冷如屍體”。由於十分恐懼，這女孩大聲尖叫，使得攻擊者迅速逃離。附近居民組織起來尋找攻擊者，但遍尋不著。
隔天，這名善於跳躍的人物選了瑪莉·史蒂芬住家附近一位完全不同的受害者，開創一種將成為他日後典型手法的作案方式：他跳到四輪馬車前面，使得馬車夫失控衝撞而重傷。數位目擊者宣稱他躍過九呎高牆而逃，同時發出尖銳的叫聲和四處迴盪的笑聲。
幾天後，另一名女子於克萊芬（Clapham）教堂院落附近遇襲。警方探員首次發現了現場犯罪證據：兩個大約3英吋（約7.5公分）深的腳印，這暗示有人自高處著陸。經過更仔細的檢查，一些引人好奇的印記出現在這雙腳印中，這暗示襲擊者在鞋底裝有某種小玩意，根據現場警官的意見，“也許是某種壓縮彈簧”。排除掉其重要性，當時缺少法醫學專長的探員使得警方遺忘了這個證據以及製作腳印的石膏鑄型，而任由天氣毀壞它。逐漸地，怪異人物的新聞散播開來，而傳播媒體和大眾很快地給了他一個名字：彈簧腿傑克。3

### 官方確認

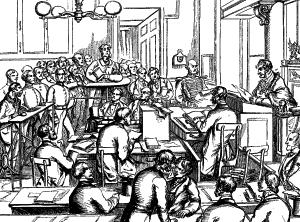
（大約1840年）倫敦府邸的一場公眾會議。

數月後，1838年1月9日倫敦市長約翰·科恩爵士（Sir John Cowan）於倫敦府邸（Mansion House）舉行的一場公眾會議中發表一篇幾天前收到的匿名抱怨信，他希望藉此得到更多訊息。該名通信者於信中署名“一名畢克漢（Peckham）的居民”，並寫道4：
|  | 似乎有某些人（根據寫信者理解，是屬於上流階級）和其好玩魯莽的同伴打賭，說他不敢装扮成鬼怪、熊以及魔鬼这三種不同的形象造訪倫敦附近眾多村落，并且不敢進入紳士們的花園惊吓屋主。然而赌注被接受了，而這個懦弱的惡棍剝奪了七位女性的知覺，其中兩位無復原跡象，成為她們家庭的負擔。 在一間屋前該男子搖响門鈴，而當僕人前去應門時，這禽獸不如的傢伙身著恐怖的裝扮站在門口，結果那女孩當場昏厥，從此不曾恢復知覺。 事件已經發生了一段時間，但很奇怪的是，新聞媒體们對於這话題卻仍然保持沉默。寫信者有理由相信他們已經充分了解了整個事件，但是因為某些私利動機，他們選擇對此事保持沉默。 |

雖然市長本人相當懷疑，在場一位民眾指出“肯辛顿、哈默史密斯和伊林的女僕們，的確在說關於這鬼怪或惡魔的恐怖故事”。這件事被《泰晤士报》報導出來，隔天其他全國性報紙也附隨之，又過一天（1月11日）市長展示一堆來自倫敦各地的信件，全都是在抱怨類似的“邪惡惡作劇”。這些灌入府邸的信件意味著彈簧腿傑克的行徑在當時倫敦郊區廣為人知。有一名寫信者提到他已查到有幾位漢默史密斯的女孩被嚇到“瀕臨危險的昏厥”，而且有些人“被這惡棍戴在手上的爪子弄傷數次”。另一位寫信者確信在斯托克韦尔、布里克斯顿、坎伯韦尔以及沃克斯豪爾（Vauxhall）等地已有數人死於驚嚇，其他人則昏厥不醒；同時，另有回報在劉易舍姆（Lewisham）以及布萊克希斯（Blackheath）有人見到這名搗蛋鬼一再現身，但警方因過於害怕而不敢行動。
市長本人對於這事件則有兩個想法：他一方面認為該事件已被人們傳得“過於誇大”，並且認為“該鬼怪身在人間卻表現出惡魔的作為”而令人難以相信。但另一方面，他亦聽聞一名信得過的人士提到關於富瑞斯特山的一名年輕女僕被披著熊皮的人影嚇到昏厥之事。他有信心將涉及這起“鬧劇（wicked pranks）”的個人或群體捉到並令其接受制裁 5。此後，警方被下令尋找兇手，也提供破案獎金。包含受人尊敬的艾德華·科德林頓（Edward Codrington）在內，許多人決定加入尋找行列，卻徒勞無功：他從未被捉到，甚至可以說，他似乎更加大膽，攻擊次數倍數增加。

### 史凱爾與艾爾索事件

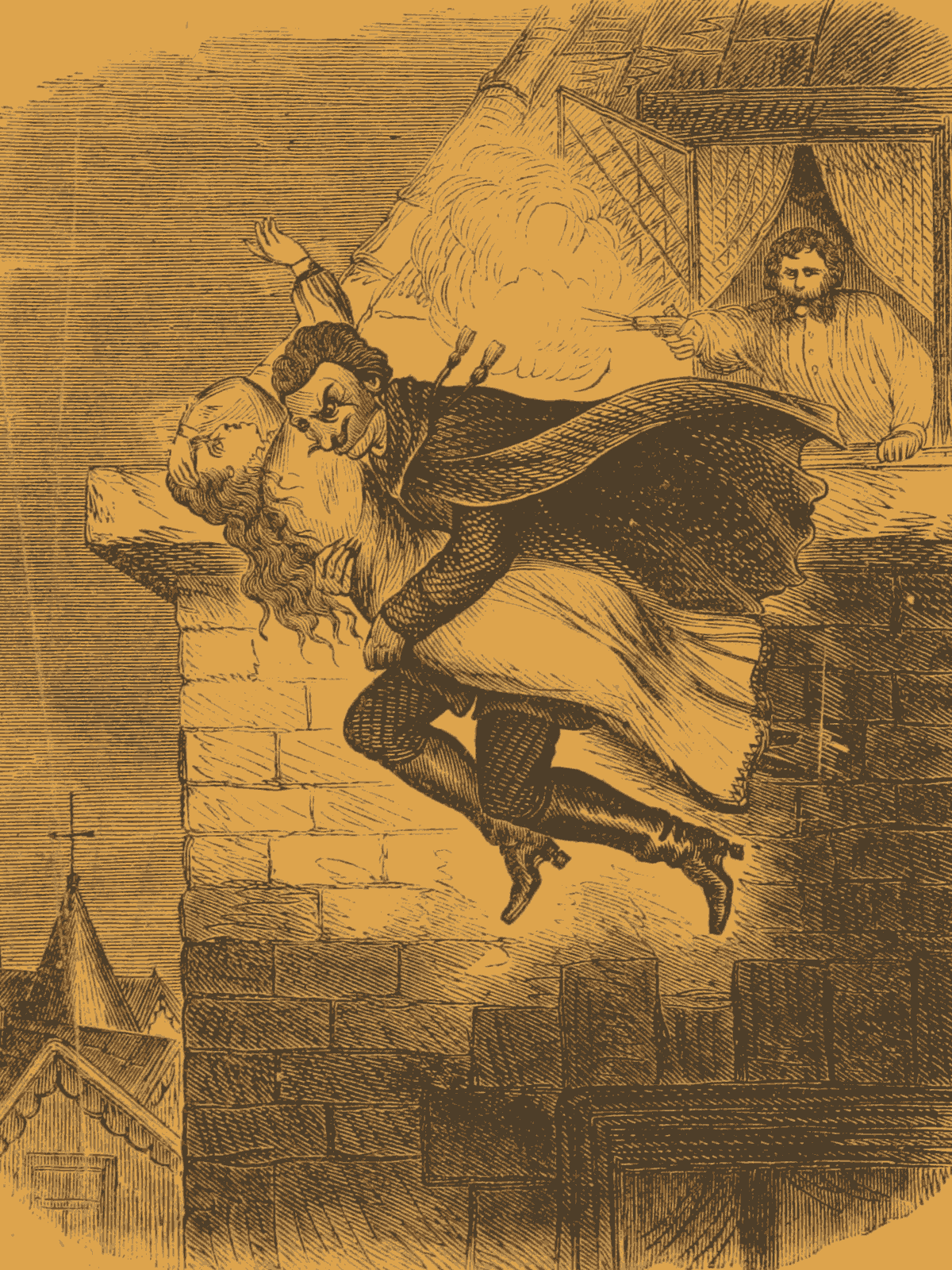
早期廉價驚險小說描繪的彈簧腿傑克。

也許關於彈簧腿傑克最為人所知的事件是他襲擊兩名青少女：露西·史凱爾（Lucy Scales）6和珍·艾爾索（Jane Alsop）。艾爾索事件廣為各家報紙所報導，卻僅有一家媒體披露史凱爾的襲擊事件，一般認為這是因為艾爾索出身自一個富裕的家庭而史凱爾來自一個貿易商家庭。這則報紙新聞報導將該事件推向集體歇斯底里中。
2月20日，18歲的珍·艾爾索打開父親位在布區（Bow）房子的房門迎見一個自稱是警官的男子。他請她提個燈過來，因為他和其他警員“在巷道裡捉到了彈簧腿傑克”，然而之後這名男子突然攻擊她，撕開她的衣服和頭髮。她的家人趕來救她。她告訴蘭貝斯（Lambeth）的警方探員：“他戴著頭罩，身穿類似油布雨衣的白色緊身服裝。他的臉有所遮掩，他的眼睛像是火球。他的雙手有某種金屬製成的爪子，而且他吐出藍白色的火焰。”
2月23日，一個身著黑色斗篷的人影再度敲著一處房門，這次是在透納街（Turner Street），距離商業路（Commercial Road）有段距離。當男僕前去應門時，這名訪客要求與房屋主人艾許沃斯先生（Mr. Ashworth）說話。於是男僕轉身回去通知主人，這時卻發現站在門口的男子眼睛變紅。由於身陷恐懼之中，他大聲尖叫，引起了鄰居的注意。伴隨著憤怒和挫敗的哼叫，彈簧腿傑克對著男僕的臉龐揮動利爪子並快速躍上附近住家的屋頂。根據官方的詢問紀錄，這名男孩宣稱他注意到一項日後變得十分重要的證據：當彈簧腿傑克轉身背對著他時，他注意到其斗篷遮掩住的襯衫背面繡有金色的“W”字母，十分類似盾形紋章。
五天後的1838年2月28日 7，18歲的露西·史凱爾與其姊妹拜訪她們住在萊姆豪斯區（Limehouse）的肉販兄弟，正準備回家。露西走在其姊妹前方不遠處，兩人行經綠龍巷（Green Dragon Alley）時卻遇到一個神秘人物：他躲在她行經路途的一個轉角後面，趁她經過時現身襲擊她。這個身影朝露西的面孔吐出火焰，並在她倒地不起時一躍而去。而露西則陷入數小時的抽搐之中。至少四位目擊者宣稱，襲擊者逃跑時從地面一躍而上到附近房子的屋頂。幾天後，於3月6日，露西同其姊妹於其兄弟威廉的陪同下，在蘭貝斯（Lambeth）街法庭作證8。

### 傳說四起
《泰晤士報》以“老渡口的暴行”（Outrage at Old Ford）為題，報導珍·艾爾索襲擊事件。跟隨在事件之後的是名叫湯瑪斯·米爾班克（Thomas Millbank）的人之審判報告，珍·艾爾索襲擊事件發生後不久他在摩爾根軍團（Morgan's Arms）裡，自稱是彈簧腿傑克，之後他被逮捕並於蘭貝斯街法庭受審。負責逮捕行動的警官是喬納斯·里拉（Jonas Lea），之前曾逮捕過紅穀倉殺手（Red Barn murderer）威廉·考德（William Cawder）。米爾班克當時穿著丟在屋外的白色罩衫與大衣，而他之前掉落的蠟燭也被找到。他脫罪的理由只是因為珍·艾爾索堅稱襲擊者曾吐出火焰，可是米爾班克承認他做不到這點。幾無疑問的是所有傑克活動的報告中，紀錄最完整的是個酒醉木匠所作的。其他多數報告在事件後許久才完成，所以當時的報紙完全沒提到這些報告。

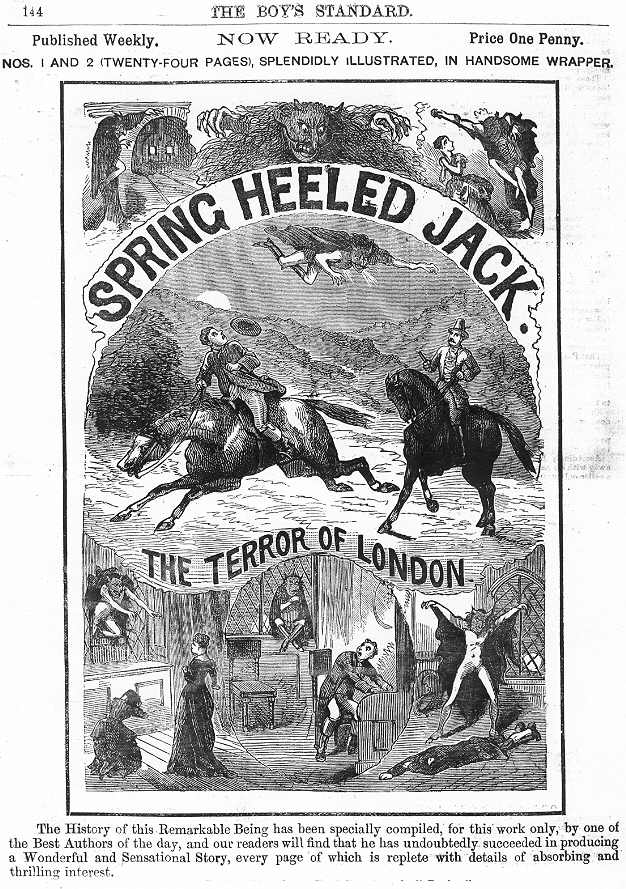
（1863年）彈簧腿傑克的廉價驚險小說廣告

這些事件後，彈簧腿傑克成為當時最轟動的人物之一。他的行徑被報紙報導並成為廉價驚險小說以及當時眾多廉價戲院表演戲劇的主題。但隨著名聲高漲，他卻越少於這廣大區域間活動。然而在1843年，一股目擊潮再度橫掃這國度，這次他出沒在北安普敦郡、漢普郡，在這些地方他被形容為“惡魔的樣子，配有兩隻角與火紅的眼睛”，而在東安格里亞，襲擊郵車車夫的新聞十分普遍。
雖然居民們恐懼這他神出鬼沒的蹤影，而他也在一些地方造成各式各樣的傷患與受害者，但目前為止彈簧腿傑克不曾殺害任何一人。然而1845年卻是個轉折點，那年他出現在柏孟塞區（Bermondsey）的雅各島（Jacob's Island），一個充滿破敗木屋以及散發瘟疫的水溝的下層階級貧民窟，此地因查爾斯·狄更斯名著《孤雛淚》中作為費根與其兒童偷竊團的窩藏處而名留青史。據說彈簧腿傑克將一名叫瑪莉亞·戴維斯（Maria Davis）的13歲妓女逼到一座窄橋下，該橋橫跨當地最骯髒，被稱做“蠢溝”（Folly Ditch）的溝道，在此他朝她臉上吐出火焰並丟入惡臭的水溝裡8。目擊者將此事告知警方，而他們打撈溝道後找到這女孩的屍體，之後的驗屍結果認為這是一起意外事故，但當地居民認定兇手就是彈簧腿傑克。

### 最後一次目擊
1870年代初，彈簧腿傑克再度出沒於幾處相距遙遠的地方。1872年十一月，《世界新聞報》報導說畢克漢是「陷入混亂之中，原因是廣為人知的『畢克漢之鬼』：一個謎樣的身影，具有異於常人的外表。」編輯也指出沒人能比「彈簧腿傑克，他使過去一整個世代陷入恐懼。」類似的故事也出現《警方新聞解讀》（Illustrated Police News）。1873年四月到五月期間，大量關於「公園之鬼」的目擊報告出現於雪菲爾，而當地居民能逐漸辨識出來他就是彈簧腿傑克。這些事件最高潮時，每晚有數以千計的居民集合起來獵捕這隻鬼。 

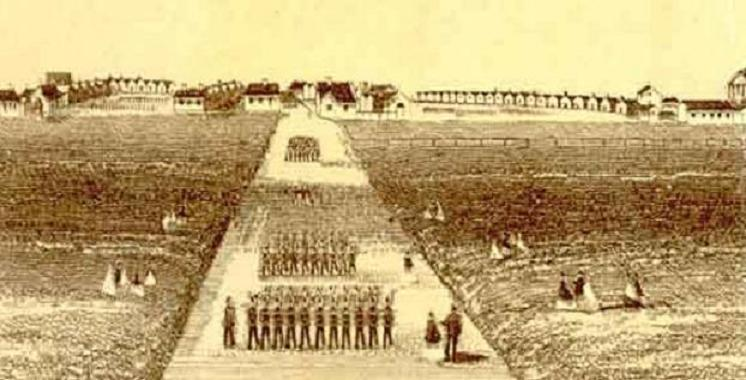
愛爾德蕭特軍營—北營區，圖中顯示的是1866年其中央大道。

附隨這則新聞而來更多的目擊報告，以此持續到1877年八月，彈簧腿傑克在愛爾德蕭特（Aldershot）軍營的士兵前作出一次最著名的現身之一。北營區一名執勤哨兵於黑夜之中監視，而他注意到一個古怪的身影躍過他面前的道路，並發出惱人的噪音。這名士兵發出了口令，卻未受到理會，而這身影卻從其視線上消失了數分鐘。當他轉身回哨站時，「他」卻出現在他身旁並用「一隻冰冷如屍體的手」摑他的臉。聽到接連不斷的聲響，幾個男人衝到這個地方，但他們聲稱這個人物在他們頭上幾呎高處並在他們後方著地。根據他們的說辭，彈簧腿傑克只是站在那兒，望著他們並露齒而笑，好似等待他們欣喜的回應。之後這奇怪的身影衝向他們並噴出藍色的火焰，令這些守衛慌張撤離然後消失在黑暗之中。
彈簧腿傑克多次攻擊愛爾德蕭特的衛兵。所有的目擊事件皆有以下的描述：高個、男性外貌、戴有頭罩以及穿著緊身油布雨衣裝。
這些事件發生後，一股目擊彈簧腿傑克熱潮席捲全英格蘭。在林肯郡，有人見到他越過數棟房子，並披著羊皮。一群憤怒的暴民追著並圍逼他，然後就像之前發生在愛爾德蕭特的事情一樣，居民對他開火卻毫無作用。許多目擊者聲稱的確有打到他，但他們射擊的聲音聽起來卻像打在空心的金屬物上，就像「空水桶」。如同以往，他運用他的跳躍能力甩開群眾並再度逃跑。
19世紀末，彈簧腿傑克目擊事件的地理分部顯示他正往西英格蘭移動。1904年九月，在利物浦北部的埃佛頓區（Everton），彈簧腿傑克出現在位在索爾斯伯里街（Salisbury Street）旁的聖方濟‧沙勿略教堂屋頂上。目擊者回報說他突然跳落地面，降落在附近的房屋後面。當他們衝去降落點時，他們見到一個高大強壯的男子，全身穿著白衣且戴著「蛋型」頭罩，站在那裡等著他們。他對著群眾狂笑一陣並衝向他們，此舉令數名女子倒抽一口氣。之後藉著一大跳躍而甩開群眾，他消失在附近房屋的後面。
一般被認為利物浦事件是彈簧腿傑克最後一次被目擊。雖然直到1986年仍有數件目擊報告，且多發生在英格蘭之外（甚至在美國），但其中的說法因過於駭人和模糊以致於無法確認。

## 解釋理論
實際上彈簧腿傑克從未落網，而將各種被認為他擁有的怪異能力同他大致上出沒的時代綜合起來，則創造出各種推斷他真實身分的理論。然而當幾位研究者尋求這些事件的合理解釋時，其他作家卻以更天馬行空的故事情節作為各種不同異常現象的推理解釋。

### 懷疑論觀點

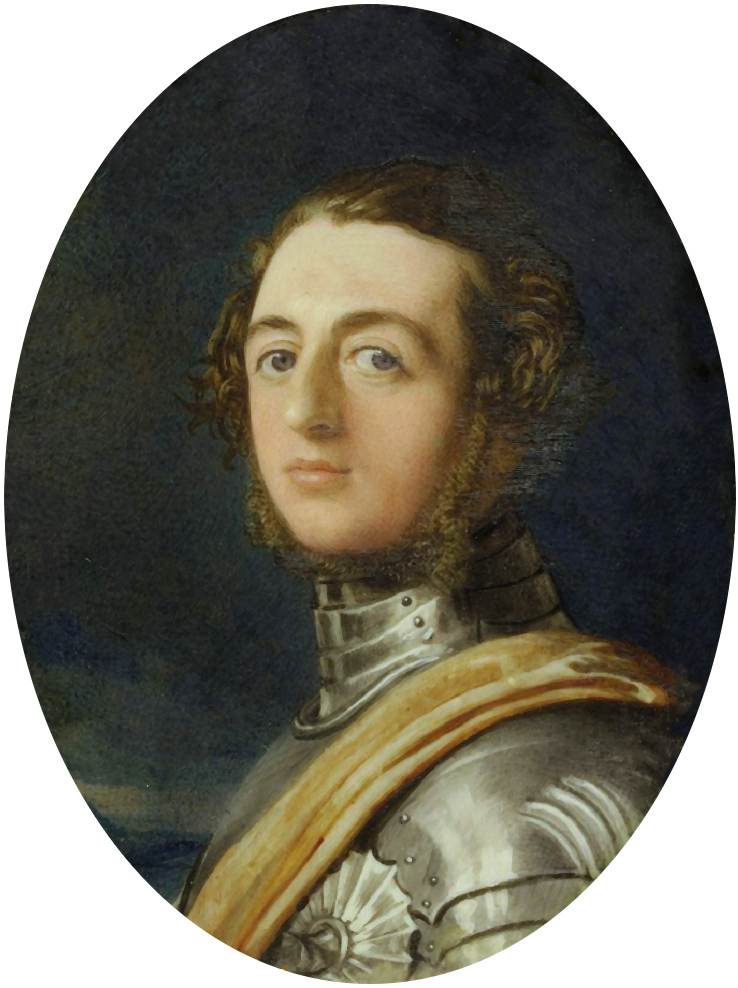
第三代沃特福侯爵亨利·德·拉·波爾·貝雷斯福德（1840年）。

抱持懷疑論觀點的研究者一再反駁彈簧腿傑克的故事。其中一些人堅稱這故事不過是某個病態狂熱份子的傳說誇大版本：他在房屋頂上跳舞彈躍而宣稱有惡魔追著他9。其他研究者相信某些人（或群體）在幕後操弄該傳說最早的版本，並於之後被模仿者效法10。值得注意的是，在他出沒時和被人效法的期間，媒體、政府當局和大多數民眾都認為彈簧腿傑克不是超自然生物，而是個擁有黑色幽默感且喜歡驚嚇弱女子的一個人（或一群人）。這個想法切合寄給倫敦市長信中的內容，其中控訴一群年輕貴族為個不負責任的打賭所犯下的罪行。一個1840年代早期廣泛流傳的謠言提到一名愛爾蘭貴族沃特福侯爵，認為他是操弄該事件的主要嫌疑犯。這名侯爵該負起的責任被幾名現代作家所接受，他們認為一名女子和一名警官帶來的羞辱經驗給予他創造一個人物的想法以「報復」一般警員和女子11。有作家揣測他（在專精實用機器的朋友幫助下）設計出某種專用於彈跳靴的機械裝置，另外他可能製造出噴火技術以增加他人物的非自然外型。最後，他們指出艾許沃斯事件裡男僕看到繡有「W」字母的盾形紋章，是個和他頭銜開頭字母相同的顯著巧合。
事實上，這名侯爵於1830年代後期常因酒醉鬧事、粗魯的玩笑、破壞以及據說為了打賭做任何事而上新聞版面；他反常的性格與對女人的蔑視為他博得「瘋狂侯爵」（the Mad Marquis）的稱號，而且據稱第一起事件發生時他在倫敦。不幸的是，沃特福家族的編年史寫到他當時在沃特福城堡的情人節舞會，這意味著他有史凱爾與艾爾索攻擊事件的強力不在場證明，而這兩事件正是傑克可靠歷史的核心。即使如此，他仍於1880年被E. C.布魯爾（E. C. Brewer）認定作加害者，他證實侯爵「藉著跳到不設防的旅人身上，驚嚇他們以自娛，並一再重施伎倆以致於他人效法他愚蠢的行為。12」1842年，沃特福侯爵結婚並定居於愛爾蘭的柯瑞福摩宮（Curraghmore House），且據說過著十分正經的生活，並持續到1859年他死於一場騎馬意外為止。然而同時，彈簧腿傑克仍活躍於之後數十年，這導致上述的現代研究者做出和布魯爾相同的結論：侯爵應當為第一起襲擊事件負起責任，而其他偶然模仿他的惡作劇者持續了之後的任務。
不論是根據狂熱份子插曲改編的傳說，或有特定個人或群體在幕後操弄而被他人效法的原始版本，抱持懷疑論的研究者一致斷定彈簧腿傑克的故事被誇大且經過集體歇斯底里加以改編，這是一個許多社會學議題多所著墨的過程，其中包含沒根據的謠言、迷信、口語傳播、官能主義式的著作以及民俗中有關小仙子和古怪恐怖生物的豐富傳說。有關他跳躍以及噴火「能力」，他特異樣貌以及他閃躲技能的流言蜚語都試圖捕捉大眾迷信的心理，因此他的形象被賦予迷信的氣氛。這隨著時光流逝而越顯真實，這賦予了彈簧腿傑克不受年齡老化影響的深刻印象。因此，整個都市傳說全然在這角色身上打轉，而此反映於近代相關著作上，則導致大眾對此的認知陷入一個惡性循環13。

### 超自然推論
許多作家提出各式各樣的解釋支持彈簧腿傑克的超自然起源說。由於違反固有的自然現象，這些理論皆屬揣測且沒有任何證據支持。以下是其中一些說法。
- 一個常見的假設認為彈簧腿傑克是外星實體，由於不明原因落難至地球。該理論的支持者相信這解釋了他「非人」的外表和體態（比如：閃爍的紅眼睛，或含磷的氣息。）他的跳躍能力（這點被認為他可能住在有巨大重力牽引的星球，如同太空人在月球上所做的範例。）古怪的個性（這部分亦有歸因於唯我症候群或由於吸入地球大氣層中的瓦斯成分所致。）以及他的長壽14。
- 一名來自於其他次元宇宙的訪客，他可以透過蟲洞或次元門進入這個平行世界（plane of existence）15。
- 一名惡魔，被神秘學施行者意外召喚到這個世界（這個理論被運用至角色扮演遊戲《風水》裡。）16，或這麼做顯然只為了製造靈界的騷動17。

超自然解釋的支持者通常引用20世紀時德國陸軍相關實驗得到的災難性結果作為證據，宣稱不曾有人使用特定裝置達到傳說中彈簧腿傑克跳躍的高度。據估計，這些實驗有85%失敗，並造成試驗者腿部或膝蓋斷裂。因此他們下結論說個人要成功達成官方軍事計畫無法做到的事是不可能，尤其前者早後者出現幾十年前18。也許說現今市面上沒有可與之相比的裝置不太恰當19，但這裝置卻需要現代先進的碳纖維彈簧。

## 文化影響

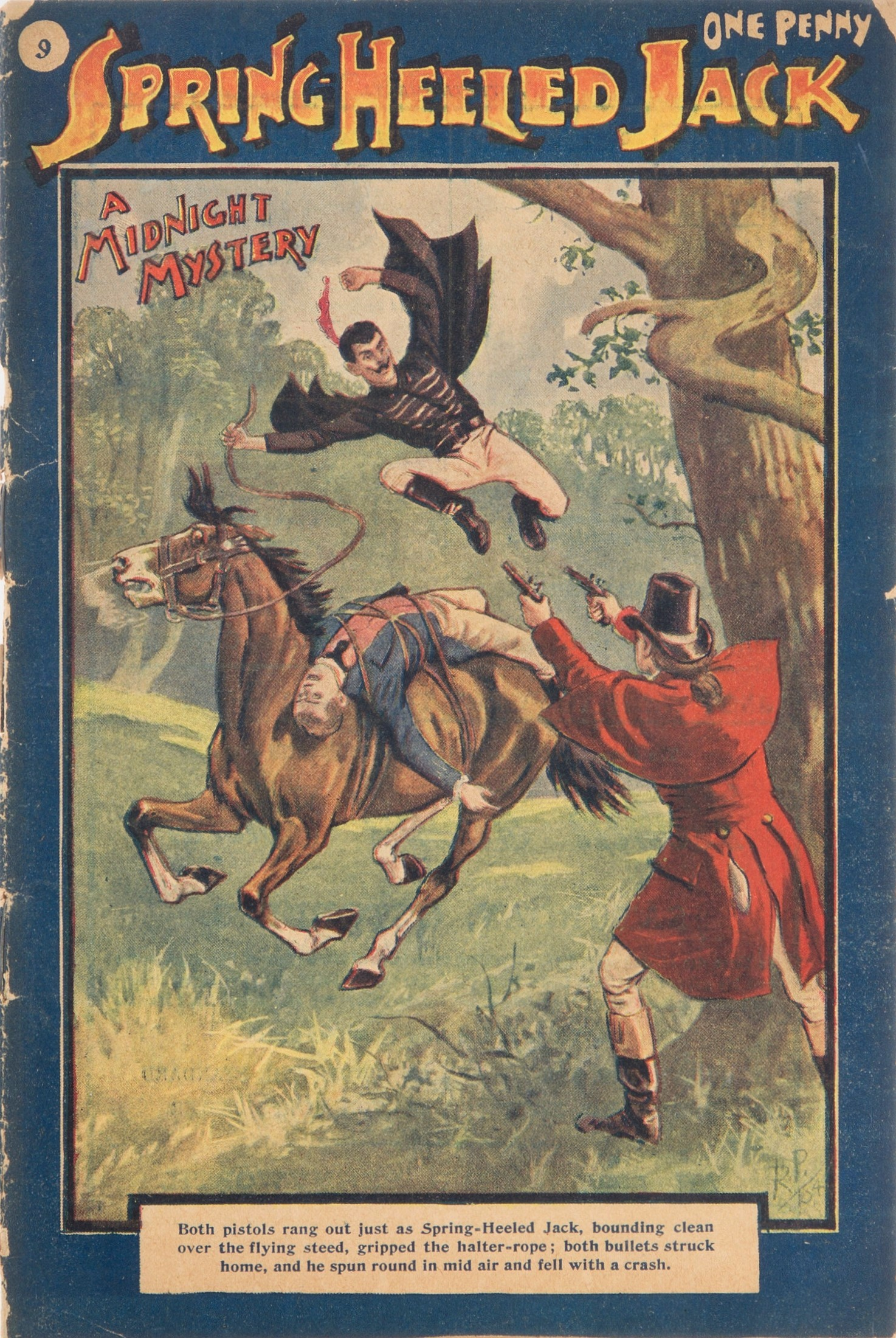
彈簧腿傑克出現在一本廉價驚險小說封面（大約1904年）。

大量以彈簧腿傑克為背景的都市傳奇影響了生活在維多利亞時代的人們許多看法，尤其是對當代大眾文化。《牛津英語詞典》重新計算後，發現在維多利亞時代晚期他的名字成為稱呼突然搶劫或威嚇人們的街頭犯罪者的常用詞彙，而此為根據他快速逃跑的能力而命名。以1887年的柴郡（Cheshire）為例，自從「這兒許多彈簧腿傑克出沒」起20，據說當地領取年金的少女出門時身上不敢帶太多錢。這數十年間，尤其在倫敦，他的名字與夜魔人（bogeyman）畫上等號，同樣是把小孩嚇乖的工具：告訴他們假如他們不乖，彈簧腿傑克晚上會跳上來並從臥房窗外窺視他們。
然而，由於傳說中他怪異的天性，在奇幻娛樂領域裡彈簧腿傑克的傳說發揮了廣大的影響力。幾乎從第一起事件廣受大眾注意起，他搖身一變成為成功的科幻人物，並從1840年至1904年成為許多廉價驚險小說的主角。幾部以他為重要主角的戲劇也搬上舞台。
19世紀至20世紀早期以彈簧腿傑克為名的作品中，最有名的是：
- 《彈簧腿傑克，倫敦之恐懼》（Spring-Heeled Jack, the Terror of London），大衛·湯瑪斯·海恩斯（John Thomas Haines）所著，1840年上演。劇中他以盜匪的身份攻擊女子，原因是他的愛人背叛了他。
- 十年之後，第一本以彈簧腿傑克為名的廉價驚險小說《彈簧腿傑克，倫敦之恐懼》以作者不具名的方式問世，每週出版一集。
- W. G. 威利（W. G. Willis）1849年創作的戲劇《威登斯的詛咒》（The Curse of the Wraydons），劇中彈簧腿傑克是拿破侖·波拿巴的間諜叛徒，而全劇以謀殺噱頭作為主打招牌。
- 一部1863年上演的戲劇《彈簧腿傑克:或，重犯者的錯》（Spring-Heel'd Jack: or, The Felon's Wrongs），斐特烈·黑澤爾頓（Frederick Hazleton）著。
- 《彈簧腿傑克:倫敦之恐懼》（Spring-heel'd Jack: The Terror of London），大約於1864年至1867年之間由報攤出版公司（the Newsagents Publishing Company）出版的廉價驚險小說。
- 《彈簧腿傑克:倫敦之恐懼》，大約1878年至1879年期間由「男孩標準」（The Boys' Standard）出版的一套四十八集的每週系列作品，廉價驚險小說老作家喬治·塞拉（George Sala）或筆名作「查爾頓·李」（Charlton Lea）的阿弗烈·伯瑞吉（Alfred Burrage）所著。
- 《彈簧腿傑克:或，塔面具之謎》（Spring-Heel Jack; or, The Masked Mystery of the Tower），現存於「彼多紐約一分錢圖書館」（Beadle's New York Dime Library），1885年3月4日出版，Col.湯瑪斯·芒斯特利著。
- 一套1889年至1890年由查爾斯·福克斯（Charles Fox）出版的四十八集系列小說，由筆名作「查爾頓·李」的阿弗烈·伯瑞吉所著。
- 1904年阿弗烈·伯瑞吉所著的版本21。
- 一部《威登斯的詛咒》重新創作版本，1928年由瑞士超現實主義作家墨利斯·山度士（Maurice Sandoz）所著，以作為1946年同名電影的基礎22。

這些早期作品一成不變的將彈簧腿傑克視作一名大惡棍，但顯然這些年來他的形象脫胎換骨，而他的角色也轉變成一名超級英雄。第一本引入此改變的廉價驚險小說是1860年代的版本，而這差異被所有效法的作品採用，並於1904年伯瑞吉的版本裡達到極致。
這些故事裡（背景發生於1805年，拿破侖·波拿巴建立他的帝國之後），彈簧腿傑克本名作伯特倫·威登斯（Bertram Wraydon），是位年輕英俊的英國陸軍上尉，每年繼承一萬磅遺產，然而邪惡的同母異父兄弟賀伯·塞奇菲爾德（Hubert Sedgefield）卻令他因叛國罪而身陷囹圄。逃獄成功後，他回來對這些惡棍進行復仇，並化身成一名有著鬃毛和爪子的正義英雄，專司打擊邪惡和濟強扶弱。他有個秘密藏身處，和一個對壞人噴火的裝置。在他行動完成後甚至會留下一個標誌；達成任務後他會用刺擊劍（rapier）刻出一個「S」字母。
雖然缺乏永久文學價值，彈簧腿傑克系列作品作為廉價雜誌和漫畫超級英雄的先驅，發揮了重要的影響力，一般相信這些作品完成時間比第一部蘇洛冒險早，也比其他虛構角色如蝙蝠俠或獨行俠早過半世紀。這種在20世紀大多數期間持續的長期影響以及隨之而來的文化重要性卻幾乎被遺忘了。
然而，一股對彈簧腿傑克的關注於一個世紀後重新點燃。自1970年代起幾位英語漫畫人物直接以他為範本，比如《彈跳傑克，跳躍魅影》（Jumping Jack, the Leaping Phantom）、《彈簧腿喬克》（Spring-Heeled Jock）以及《彈簧腿傑克生》（Spring-Heeled Jackson）23。
這幾十年來，數位漫畫作家如蒙·寇蒂斯（Ver Curtiss）24、凱文·歐文森（Kevin Olson）和大衛·希區考克（David Hitchcock）25以彈簧腿傑克作為冒險漫畫主角。這些陰暗和後現代藝術風格的系列作品，再一次給予他超級英雄的角色地位。

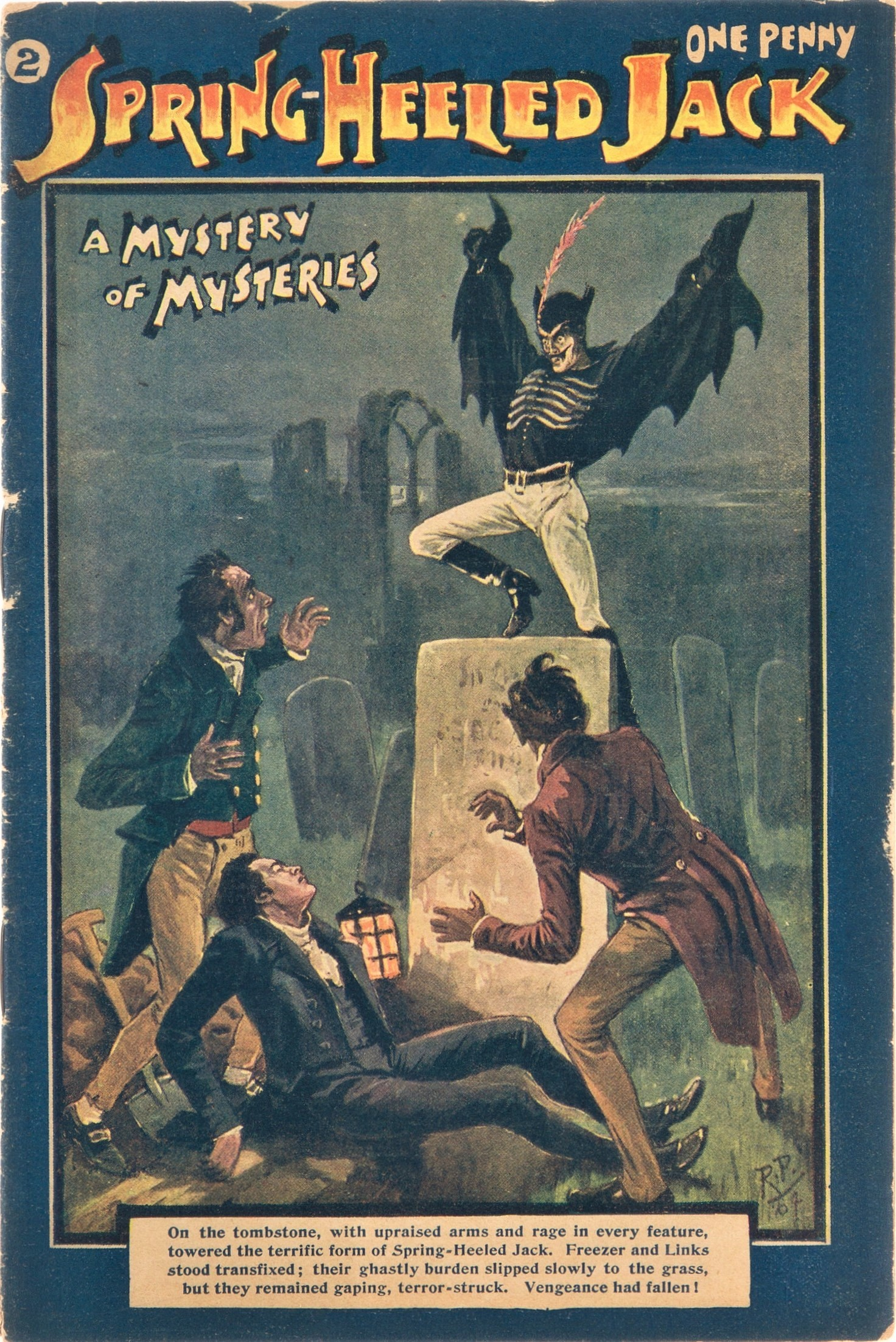
彈簧腿傑克 （大約是1890年代的圖片）

甚至到今天，這些傳說仍引發許多作家的想像力，如菲利浦·普曼（Philip Pullman，暢銷作品《黑暗元素》（His Dark Materials）三部曲作者）於1988年出版他的小說《彈簧腿傑克 - 勇敢與邪惡的故事》（Spring Heeled Jack – A Story of Bravery and Evil，ISBN 978-0-440-86229-1），書中他打扮如魔鬼以嚇跑惡棍，十分符合維多利亞時代廉價驚險小說的風格；暢銷作家史蒂芬·金也在他的短篇故事《草莓之春》（Strawberry Spring）裡寫到一個現代版彈簧腿傑克；日本漫畫家藤田和日郎亦有以彈簧腿傑克故事為藍本的《黑博物館：彈簧腿傑克》。
這個故事也提供給音樂創作者許多靈感。歌手莫里西（Morrissey）名為〈彈簧腿傑克〉的歌曲收錄在他1994年發行的專輯《Vauxhall and I》裡並於隔年再度出現在《World of Morrissey》專輯裡26。其他音樂團體也以這位傳奇人物命名，其中包括二重唱團體彈簧腿傑克（Spring Heel Jack）以及美國斯卡（ska）音樂團體Spring Heeled Jack USA。
而最近一個例子出現在2006年的電子遊戲《上古捲軸四：遺忘之都》，在遊戲中主角被指派去搜集「彈簧腿賈克之靴」（Boots of Springheel Jak），可大幅增加穿戴者的速度及跳躍能力。
20世紀後
《平行倫敦：彈簧腿傑克現身》作者為馬克.霍德爾，平行倫敦系列之一，文中彈簧腿傑克被形容是「高廋，四肢細長，眼睛火紅，雙頰凹陷，穿着白色緊身衣，垂著黑長斗蓬，踩在兩英尺的高蹺上。」文中更提及理查．法蘭西斯．波頓、約翰．漢寧．史皮克、奧斯卡．王爾德以及達爾文、南丁格爾、布魯內爾等⋯⋯

## 外部連結
（英文）
- 麥克·戴許的彈簧腿傑克報告：根據當時報紙報導做的廣泛研究而完成的長篇報告。
- 賈斯丁·吉伯的廉價驚險小說網頁：其中包含一個彈簧腿傑克的廉價驚險小說的例子。
- 異常現象網站的文章 （页面存档备份，存于）：彈簧腿傑克。
- 神秘雜誌的文章：彈簧腿傑克再度出現於1970年代的雪菲爾？
- 英國廣播公司 — 傳奇 — 神話與傳說 — 英格蘭 — 黑色國度 （页面存档备份，存于）：彈簧腿傑克。
- 異常現象 （页面存档备份，存于）：十大現代神秘生物。
- 英國文化 （页面存档备份，存于）：什麼讓英國如此...英國！彈簧腿傑克。
- 鬧鬼的英國：彈簧腿傑克。
- 眼鏡蛇之鬼 （页面存档备份，存于）：雪倫·麥高文寫的彈簧腿傑克作品。
- 彈簧腿傑克網站：彈簧腿傑克網站。